# Parco regionale Riviera di Ulisse
Il parco regionale Riviera di Ulisse, ubicato nel lembo meridionale della regione Lazio, si estende lungo la costa del golfo di Gaeta e comprende i territori delle aree protette ricadenti nei comuni di Gaeta, Formia, Minturno, Itri e Sperlonga:
- Parco regionale urbano Monte Orlando (Gaeta)
- Parco regionale di Gianola e Monte di Scauri (Formia e Minturno)
- Promontorio della Villa di Tiberio e Torre Capovento - Punta Cetarola (Sperlonga)

## Ambienti

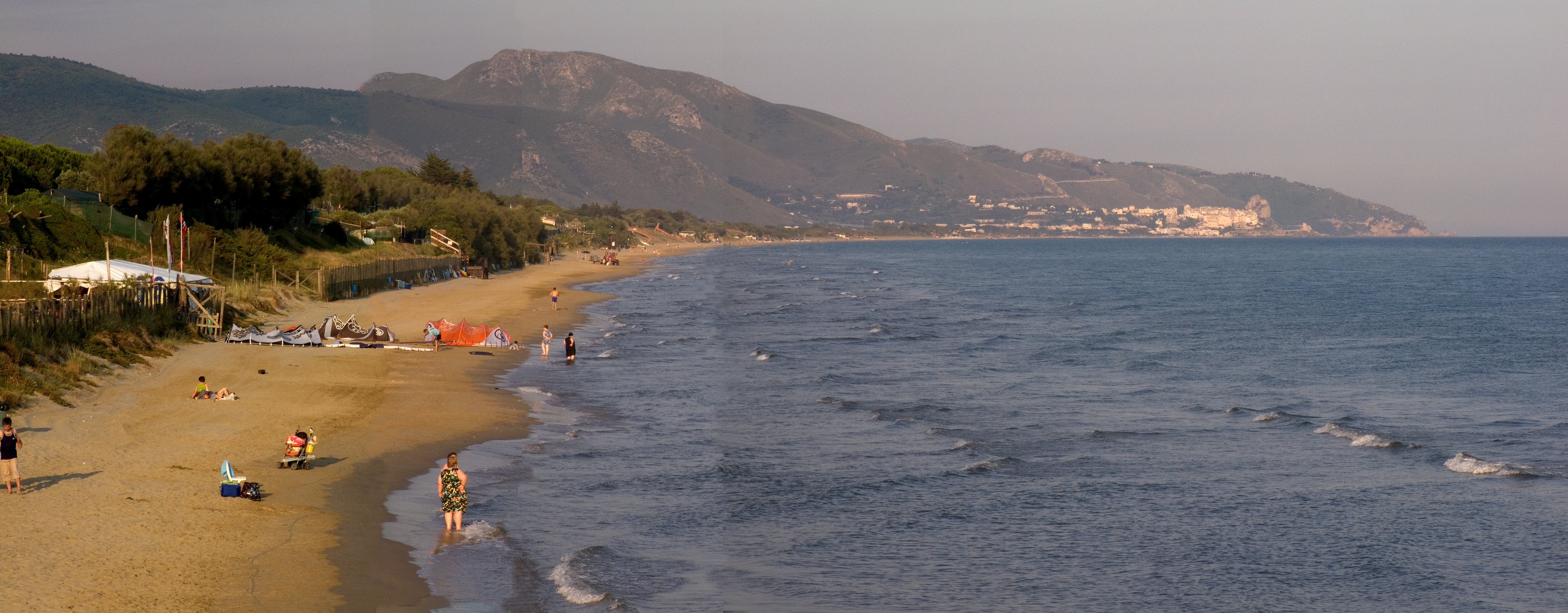
Riviera d'Ulisse guardando verso Sperlonga

Dal punto di vista naturalistico sono interessanti le varie falesie di Monte Orlando, a Gaeta, alte pareti di roccia a picco sul mare, dove nidifica il falco pellegrino. La costa è a tratti coperta dalla macchia mediterranea che qui presenta alcune specie rare. In vari punti della costa è possibile ammirare magnifici panorami: l'occhio spazia in vedute che vanno dal Circeo al Vesuvio passando per le isole pontine. I fondali offrono un'incredibile varietà di colori con anemoni, pesci di numerose specie, nudibranchi, coralli e parazoanthidae.

## Luoghi d'interesse
Tra i numerosi punti d'interesse, ricordiamo:
La Montagna Spaccata e la grotta del Turco, il mausoleo di Lucio Munazio Planco, le fortificazioni di varie epoche all'interno dell'area di monte Orlando (Gaeta).
Il museo archeologico e la villa dell'imperatore Tiberio a Sperlonga, assieme al tracciato dell'antica via Flacca.
Le cisterne romane, le terme, il ninfeo detto tempio di Giano, le terrazze sul mare, la peschiera e i resti archeologici della sontuosa villa del I secolo A.C. del ricco cavaliere Mamurra in località Gianola (Formia).